# مارسيلو ماسيدو
مارسيلو ماسيدو (بالبرتغالية: Marcelo Macedo‏) هو لاعب كرة قدم برازيلي في مركز الهجوم، ولد في 1 فبراير 1983 في بتروبوليس في البرازيل. لعب مع أتلتيكو باراناينسي وأتلتيكو جونيور وباوليستا ونادي أطلس ونادي بوا إيسبورت ونادي بوتافوغو اس بي ونادي تومبينس ونادي جوفنتودي ونادي سونغنام ونادي سي آر بي ونادي غواراني ونادي فلامنغو ونادي فلومينينسي ونادي فيغورينسي ونادي موجي ميريم ونادي ميراسول.

## وصلات خارجية
- مارسيلو ماسيدو على موقع دوري كوريا الجنوبية (الإنجليزية)
- مارسيلو ماسيدو على موقع قاعدة بيانات كرة القدم.إي يو (الإنجليزية)
- مارسيلو ماسيدو على موقع Soccerway.com (الإنجليزية)